# Hubert Harrison
Hubert Henry Harrison (27 de abril de 1883 - 17 de diciembre de 1927) fue un escritor indio-estadounidense, librepensador, orador, educador, crítico y activista político socialista que vivió en Harlem, New York. 
Fue descrito por el activista A. Philip Randolph como el padre del radicalismo de Harlem y por el historiador Joel Augustus Rogers como el intelectual afroamericano más importante de su época. John G. Jackson, de American Atheists, le ha descrito como el Sócrates negro.
Inmigrante de Saint Croix (Islas Vírgenes) a los 17 años, jugó un papel crucial en los movimientos de lucha de clase y antirracistas en Estados Unidos. En 1912-14 fue organizador en el Partido Socialista de los Estados Unidos. En 1917 fundó la "Liberty League" y The Voice, primera organización y periódico del Movimiento Negro. A partir de todo esto lideró grupos de individuos y organizaciones con conciencia de raza en el movimiento de Marcus Garvey.
Harrison tuvo una influencia crucial como pensador que desarrolló la conciencia de clase entre la población trabajadora, la conciencia positiva de raza entre la población negra, el ateísmo, el humanismo secular, el progresismo y el librepensamiento. Se describió a sí mismo como "internacionalista radical" y contribuyó significativamente a la tradición radical en el Caribe. Influenció a una generación completa de militantes del movimiento New Negro como A. Philip Randolph, Chandler Owen, Marcus Garvey, Richard Benjamin Moore, W. A. Domingo, Williana Burroughs y Cyril Briggs.

## Carrera
En su primera década en Nueva York, comienza a escribir cartas al editor del New York Times sobre temas como la teoría de la evolución de Darwin o la crítica literaria. También comienza a leer sobre los temas de la poesía de Paul Laurence Dunbar y la Era de la Reconstrucción. Como parte de sus esfuerzos cívicos, trabajó en el St. Benedict's Lyceum (con Arthur Schomburg, John E. Bruce y Samuel Duncan); en el St. Mark's Lyceum (con George Young, John Dotha Jones y Charles Burroughs); en la White Rose Home (con Frances Reynolds Keyser) y en el YMCA.
En este momento comienza su interés por el librepensamiento, aumentado por el uso del método científico desprovisto de los dogmas teístas. Comienza un abandono del cristianismo para acercarse al ateísmo agnóstico similar al pensamiento de Thomas Huxley de forma que su nueva visión del mundo coloca a la humanidad y no a un dios en el centro.
En 1907 encuentra trabajo como oficinista en el Servicio Postal de los Estados Unidos.
Harrison, como Huxley se convierte en voz de la oposición a la religión organizada, remarcando, algo que le dio fama que los negros que creían en las ideas bíblicas no estaban cuerdos: llamó al cristianismo "la fe del creador de esclavos", citando pasajes en los que se justifica la esclavitud (Véase: Esclavitud en la Biblia). Los únicos negros en el cristianismo eran los demonios mientras Jesús, dios y los ángeles eran blancos. Por estas razones, Harrison promulgaba mantenerse negro e ir al infierno. Rebatía la existencia de dios y la Biblia en sus comentarios sobre la fe por lo que los teístas condenaron su punto de vista y hubo incidentes en los que se quemaban sus lecturas antiteístas. Uno de estos incidentes involucró a un extremista religioso. Harrison había estado argumentando a favor del control de la natalidad y contra las iglesias por fomentar la superstición, la ignorancia y la pobreza; El fundamentalista le atacó con una palanca de hierro y Harrison le desarmó y redujo, sin embargo fue Harrison el arrestado por la policía (que dejó escapar al atacante) por asalto y llevado a juicio, donde fue absuelto al haber actuado bajo autodefensa y constando que el policía había arrestado a la persona equivocada.
Harrison apoyaba las filosofías críticas de W. E. B. Du Bois y William Monroe Trotter. Particularmente tras el Brownsville Affair, se convirtió en un crítico con los presidentes Theodore Roosevelt y William Howard Taft y del Partido Republicano.
También criticó al líder negro Booker T. Washington, ya que consideraba que su filosofía política era servil. En 1910 escribió cartas al periódico New York Sun con estas críticas y perdió su empleo en el servicio postal gracias al poder de influencia de Booker y su “Tuskegee Machine”, junto a eventos que involucraron al republicano negro Charles W. Anderson, el asistente de Booker Washington Emmett Scott y el "New York Postmaster" Edward M. Morgan.

## Lecturas
- Escritos y biografía en el artículo de la Wikipedia en inglés: Hubert Harrison: Other reading